# Partito Popolare (Belgio)
Il Partito Popolare (Parti populaire, Personenpartij), abbreviato in PP, è stato un partito politico belga. Principalmente un partito francofono, si considerava a destra del Movimento Riformatore, il principale partito di centro-destra nel Belgio francofono.
Il PP è stato fondato il 26 novembre 2009 da Rudy Aernoudt e Mischaël Modrikamen, ispirato in parte dagli esempi del Partito Popolare in Spagna e dell'Unione per un Movimento Popolare in Francia. Il PP si considerava economicamente liberale nel senso europeo del termine. Il manifesto del partito sottolineava l'efficienza e il disinteresse nel governo, il parlare chiaro, e l'autonomia individuale. Il PP aveva lo scopo di riformare il sistema giudiziario e rafforzare il governo federale belga rispetto alle regioni e comunità.
Nella sua prima prova elettorale, le elezioni generali del Belgio del 2010, il PP ottenne 84.005 voti (1,29% del totale nazionale) e restituì Laurent Louis come primo membro del Parlamento per il Brabante vallone. La lista del PP per il Senato, guidata da Rudy Aernoudt, prese 98.858 voti (1,53% a livello nazionale), ma non riuscì a restituire un senatore.
Aernoudt e Modrikamen ebbero uno scontro pubblico nel mese di agosto 2010. Laurent Louis aveva pubblicamente sostenuto la politica di Nicolas Sarkozy nel deportare il popolo rom dalla Francia. Questi commenti provocarono l'indignazione di Aernoudt e dei leader dell'ala giovanile del PP, ma Modrikamen non si unì alla loro richiesta a Louis di chiedere scusa, e Aernoudt venne espulso dal partito. Aernoudt contestò la legittimità della sua espulsione, e criticò anche la richiesta di Modrikamen di un "Piano B" (una Vallonia-Bruxelles indipendente) come un tradimento della propria identità federalista del partito. Aernoudt accusò anche pubblicamente Modrikamen di misfatti finanziari. La rottura lasciò il futuro del partito incerto. Il Partito popolare supportava Israele.
Michael Modrikamen, presidente del Partito Popolare, ribadì dopo le elezioni regionali nel 2012 l'interesse di offrire una collaborazione con il partito fiammingo, Nuova Alleanza Fiamminga (N-VA), per trasformare il Belgio in uno stato confederale nel 2014.
Nel 2014 il PP guadagnò 1 seggio nella camera dei rappresentanti e 1 seggio nel Parlamento vallone. Il PP raggiunse oltre il 10% in alcuni Cantoni. Tuttavia Mischaël Modrikamen ottenne il seggio nella camera dei rappresentanti. Il PP partecipò alle elezioni europee del 2019, per la prima volta, ma non ottenne alcun seggio.

## Risultati elettorali
| Elezione          | Voti    | %    | Seggi   |
| ----------------- | ------- | ---- | ------- |
| Parlamentari 2010 | 84.005  | 1,29 | 1 / 150 |
| Parlamentari 2014 | 104.862 | 1,55 | 1 / 150 |
| Europee 2014      | 145.909 | 2,18 | 0 / 21  |

## Figure di spicco
- Luc Trullemans
- Mischaël Modrikamen
- Michel Renquin